# Diane Greene

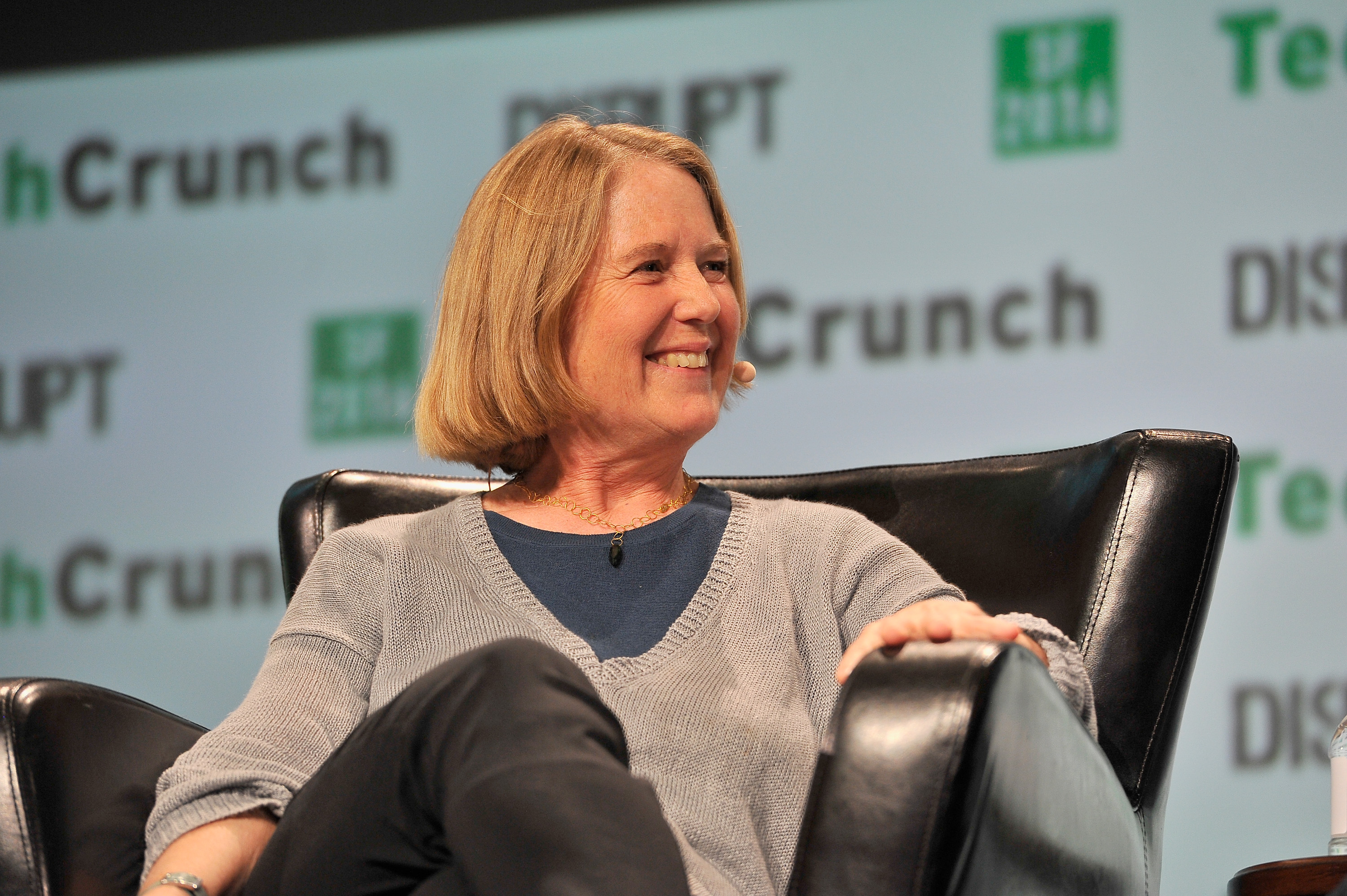
Diane Greene

Diane B. Greene (* 1955 in Rochester, New York) ist eine US-amerikanische Unternehmerin und Ingenieurin. Sie war mit ihrem Ehemann Mendel Rosenblum einer der Gründer von VMware und 1998 bis 2008 deren CEO.

## Leben
In ihrer Jugend war sie erfolgreiche Seglerin und Windsurferin (US National Double handed Dinghy Champion für Frauen 1976 und dreifache Gewinnerin des San Francisco Classic für Frauen, ein Windsurf-Rennen über große Distanz). Sie war Mitorganisatorin der ersten Windsurfing-Weltmeisterschaft 1974 und entwarf früher auch Windsurf-Equipment in Hawaii.
Greene studierte Maschinenbau an der University of Vermont mit dem Bachelor-Abschluss 1976 und erwarb einen Master-Abschluss in Schiffbau (Naval Architecture) am MIT im Jahr 1978. Im Jahr 1988 erwarb sie einen zweiten Master-Abschluss in Informatik von der University of California, Berkeley. Sie war Ingenieurin bei Tandem Computers, Hewlett-Packard und Sybase. Sie war Gründerin und CEO von Vxtreme, die 1997 von Microsoft übernommen wurden.
Im Jahr 1998 gründeten Greene, Rosenblum, Scott Devine, Edward Wang und Edouard Bugnion VMware, eine Firma für Virtualisierungs- und Cloud-Computing-Software und Greene war seit der Gründung deren CEO. Dezember 2003 wurde die Firma von der EMC Corporation übernommen (deren Executive Vice President Greene wurde) und Greene wurde am 8. Juli 2008 als Präsident und CEO überraschend entlassen (als die Erlöse auf ein jährliches Wachstum von knapp unter 50 Prozent fielen) und durch den Ex-Microsoft Manager Paul Maritz ersetzt. Die Nachricht von ihrer Entlassung ließ den Aktienkurs um rund ein Viertel einbrechen und mit ihr verließen aus Solidarität drei weitere Führungskräfte die Firma, darunter ihr Ehemann Mendel Rosenblum.
Seit August 2006 ist Greene Mitglied des Aufsichtsrats (Board of Directors) bei Intuit, einer Firma für Finanzsoftware. Sie war von 2012 bis 2019 im Aufsichtsrat von Google. 2013 gründete sie das Startup Datrium Storage, die VMware Konkurrenz/EMC machen soll.
Sie ist mit dem Informatiker Mendel Rosenblum verheiratet, den sie in Berkeley kennenlernte und mit dem sie zwei Kinder hat. Im Jahr 2011 stiftete Greene zusammen mit ihrem Mann Mendel Rosenblum 3 Millionen Dollar für die Marvin-Rosenblum-Professur für Mathematik an der Universität von Virginia zu Ehren von Rosenblums Vater Marvin Rosenblum, der an der Universität  45 Jahre unterrichtete.
Sie ist Mitglied der MIT Corporation. 2018 wurde sie in die National Academy of Engineering gewählt.